# Scotsdale (Misuri)
Scotsdale es un pueblo ubicado en el condado de Jefferson en el estado estadounidense de Misuri. En el Censo de 2010 tenía una población de 222 habitantes y una densidad poblacional de 116,62 personas por km².

## Geografía
Scotsdale se encuentra ubicado en las coordenadas 38°23′28″N 90°35′27″O / 38.39111, -90.59083. Según la Oficina del Censo de los Estados Unidos, Scotsdale tiene una superficie total de 1.9 km², de la cual 1.9 km² corresponden a tierra firme y (0%) 0 km² es agua.

## Demografía
Según el censo de 2010, había 222 personas residiendo en Scotsdale. La densidad de población era de 116,62 hab./km². De los 222 habitantes, Scotsdale estaba compuesto por el 99.55% blancos, el 0% eran afroamericanos, el 0% eran amerindios, el 0% eran asiáticos, el 0% eran isleños del Pacífico, el 0% eran de otras razas y el 0.45% pertenecían a dos o más razas. Del total de la población el 0.45% eran hispanos o latinos de cualquier raza.